# Rangimulya
Rangimulya is een bestuurslaag in het regentschap Tegal van de provincie Midden-Java, Indonesië. Rangimulya telt 2279 inwoners (volkstelling 2010).